# قطعه موسیقی آقای هولاند
قطعه موسیقی آقای هولاند (به انگلیسی: Mr. Holland's Opus) فیلمی ۱۴۳ دقیقه‌ای به کارگردانی استیون هرک است.